# Hirschfelde
Hirschfelde is een dorp in de Duitse deelstaat Saksen. Sinds 1 januari 2007 maakt de voordien zelfstandige gemeente deel uit van de stad Zittau.